# 向进
向进（1915年6月—2014年7月2日），原名何武坦，湖南省永顺县首车乡小竿溪村人。1938年1月参加革命，1939年1月入伍，1938年10月加入中国共产党。
早年担任延安陕北分学及其枸邑分校卫生所医生。1943年3月，担任115师教导团卫生队队长。1944年4月，担任山东军区卫生学校校长，后升任第三野战军后勤部卫生部医务副主任。1949年8月，任华东军区人民医学院教育长。1950年10月，任上海军医大学副校长。1951年，担任第二军医大学副校长。1978年1月，担任校长。
2014年7月2日在上海逝世。